# Algeriska köket

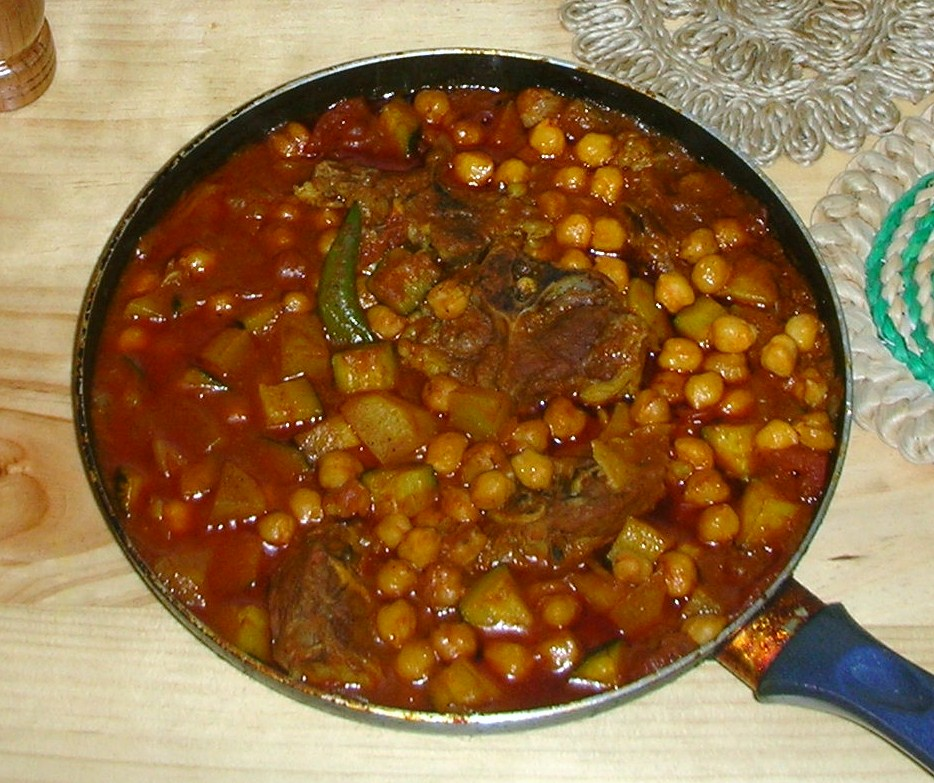
Chakhchoukha är en typisk algerisk maträtt som bland annat består av kikärtor, lamm och småbitar av plattbröd som blandas till en gryta.

Algeriska köket är den matkultur som finns i Algeriet. Köket har blandats av influenser från berberiska, arabiska, turkiska, Andalusiska köken, spanska köken och franska köken. Maten kan vara både mild och stark. Vanligt förekommande kryddor är kummin, koriander, paprika, kanel, vitlök, persilja, mynta och fänkål. Maten innehåller ofta lamm-, får-, get- eller kycklingkött som lagas med några av de lokalt odlade frukterna. Socker och honung används ibland som kryddor. Basvara som tillbehör är couscous, som även kan användas till efterrätt. Andra tillbehör är varor som håller länge i värmen, som torkade fikon och hårdost. Till maten serveras bröd som är platta och som grillats över en eld.
Till förrätt är soppor mycket vanliga i Algeriet; huvudrätten består ofta av grillade kötträtter eller fisk och färsk frukt serveras som efterrätt. Te och sött kaffe är vanliga drycker. Teet är ofta smaksatt med mynta, och dricks när man har gäster. Kardemummasmaksatt kaffe är en annan bjuddryck.

## Historia
Det algeriska köket har sitt ursprung i flera olika länder och antika kulturer som har styrt, besökt eller handlat med landet. Berberer var ett av landets tidigaste invånare kanske så långt tillbaka som 30 000 f.Kr. Detta var början av veteodlingen, smen (åldrat, tillagat smör) och fruktkonsumtion såsom dadlar. Mannagrynets introducerande i landet ledde till utvecklandet av nationalrätten couscous. Under romarriket började romarna odla fler grödor. I och med den muslimska invasionen på 600-talet började man använda kryddor som saffran, muskot, ingefära, nejlika och kanel. Kryddorna importerades från Kryddöarna (Moluckerna). Oliver och olika frukter togs från andra sidan Medelhavet under en invasion på 1500-talet, såväl som söta bakverk från Turkiet och te från europeiska handelsmän. Under 1800-talet början innebar den franska invasionen av Algeriet att det franska köket introducerades. Kaféer och franska brödlimpor blev populära. Från den nya världen togs tomat, potatis, squash och chili till landet.

## Religion och sedvanor
Runt 99 % av alla algerier är muslimer och resterande 1 % utgörs av kristna. Under Ramadan undviker muslimerna mat och dryck, de fastar, mellan soluppgång och solnedgång. Unga, växande barn och gravida kvinnor kan dock få äta lite. På kvällen eller natten samlas man sedan till fest, med exempelvis franska limpor eller vetebröd och mintte som tillbehör. Under avslutningen av ramadan, Eid al-fitr, börjar man med en soppa eller gryta, äter lamm eller nötkött som huvudrätt, och äter färsk frukt till efterrätt. Ofta skalar man och skivar sin egen frukt under resterande delar av året, men äter den skalad, skivad och smaksatt under festen. Det är algerisk sedvänja att dela maten med familj och vänner.

## Rätter

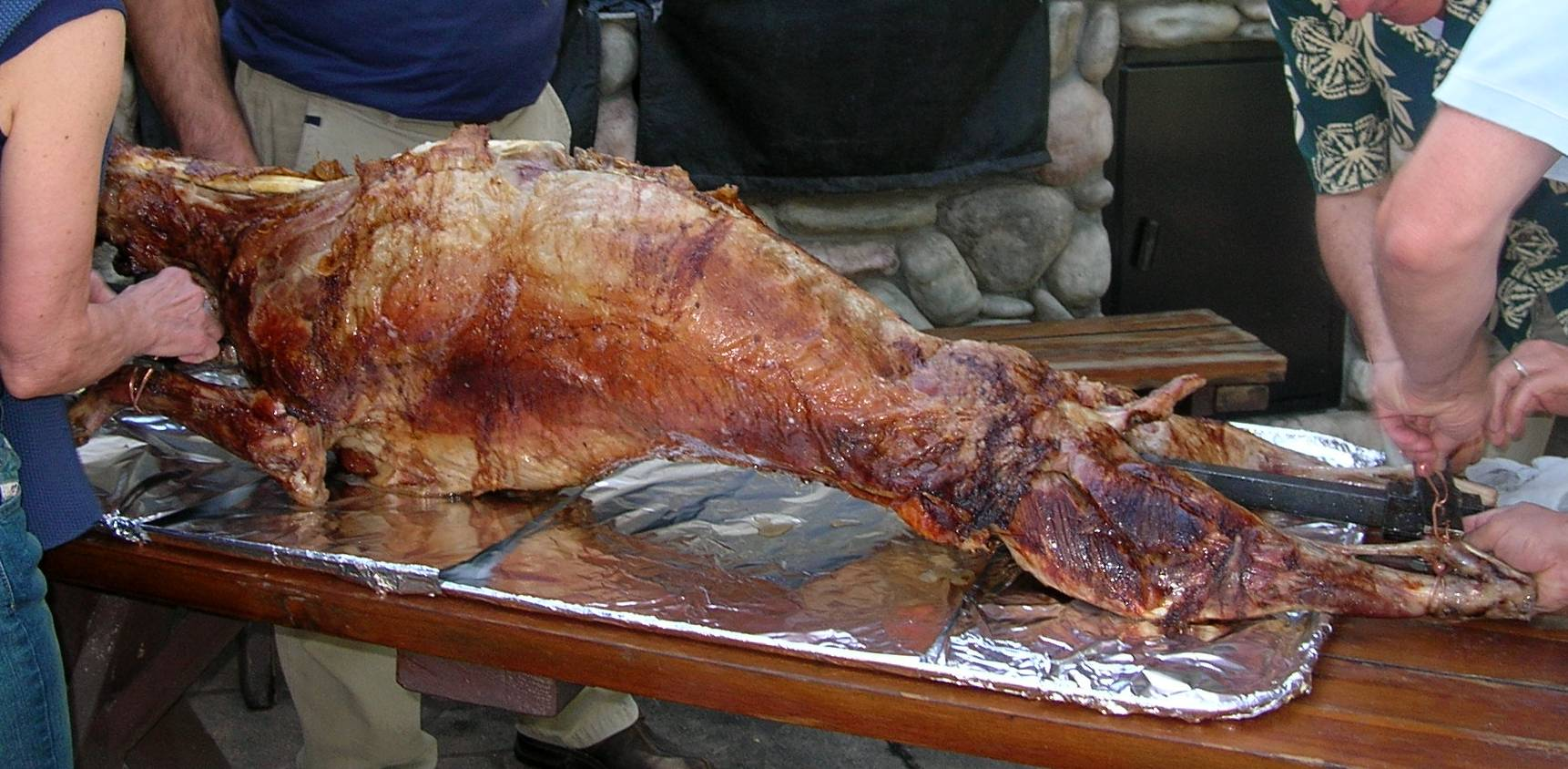
Tillagning av Méchoui.

Couscous serveras ofta tillsammans med lamm, kyckling eller fisk. Köttet placeras på en bädd av varm couscous tillsammans med olika sorters tillagade grönsaker. Couscous används även till efterrätter. Till maten serveras avlånga franska limpor. Brödet används för att skopa maten från tallriken och fånga upp såser eller grytor. Berberer äter oftast platta vetebröd. Méchoui serveras ofta när flera familjer samlas. Rätten är ett helt grillat lamm på ett spätt. Djuret kryddas med örtsmör. Bröd och frukter serveras till.

## Odling
I de bördiga områdena i norra Algeriet odlas olivträd. I de varmare områdena odlas fikon, agave och olika sorters palmträd. Vindruvor odlas på kustslätterna. Ju längre söderut man kommer i landet, desto torrare blir det innan det övergår i Sahara som utgör omkring 80 % av landet, och där är det svårt att odla mat.